# Bandiera di Belgorod

Bandiera di Belgorod

La bandiera di Belgorod è uno dei simboli ufficiali (insieme allo stemma) della città di Belgorod, nella regione di Belgorod della Federazione Russa. La bandiera è un simbolo di unità e cooperazione degli abitanti della città.
L'attuale bandiera è stata approvata il 22 luglio 1999 con la decisione del Consiglio comunale di Belgorod № 321 ed è stata inserita nel Registro araldico statale della Federazione Russa con l'assegnazione del numero di registrazione 978 nel 2002.

## Descrizione
La bandiera della città di Belgorod (tela blu con una striscia bianca in basso) raffigura un leone giallo in piedi sulle zampe posteriori, con un'aquila bianca che svetta sopra di lui. Il simbolismo della città ha più di 300 anni e risale al regno di Pietro il Grande. Lo zar russo donò lo stemma ai cittadini di Belgorod per commemorare la vittoria sugli svedesi nella battaglia di Poltava (1709). Nel 1712 questo emblema fu esposto su uno stendardo del reggimento di Belgorod che aveva sconfitto il nemico, e nel 1727 divenne il simbolo di una provincia appena fondata.